# Tống Dương công
Tống Dương công (chữ Hán: 宋煬公), tên thật là Tử Hi (子熙), là vị vua thứ sáu của nước Tống – chư hầu nhà Chu trong lịch sử Trung Quốc.
Tử Hi là con thứ của Tống Đinh công – vua thứ 4 nước Tống và em của Tống Mẫn công – vua thứ 5 nước Tống. Sau khi Tống Mẫn công mất, Tử Hi lên nối ngôi, tức là Tống Dương công.
Tống Dương công lên ngôi một thời gian, con của vua anh Tống Mẫn công là công tử Tử Phụ Tự cho rằng mình mới đáng được lập. Vì vậy Phụ Tự giết chết ông để giành ngôi vua. Không rõ đó là thời điểm nào.
Tử Phụ Tự lên làm vua, tức là Tống Lệ công.